# Glorianes
Glorianes é uma comuna francesa na região administrativa de Occitânia, no departamento de Pirenéus Orientais. Estende-se por uma área de 18,72 km². Em 2010 a comuna tinha 25 habitantes (densidade: 1,3 hab./km²).

## Geografia

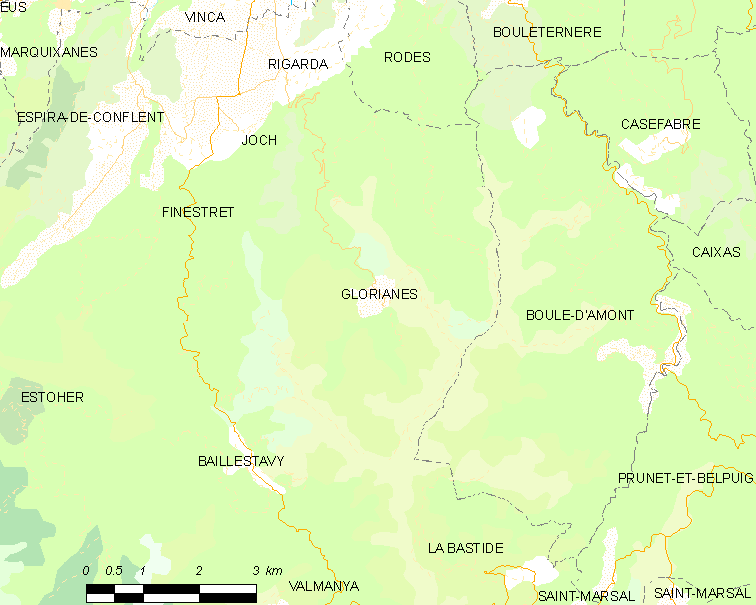
Mapa de Glorianes